# Schmalkaldischer Bund

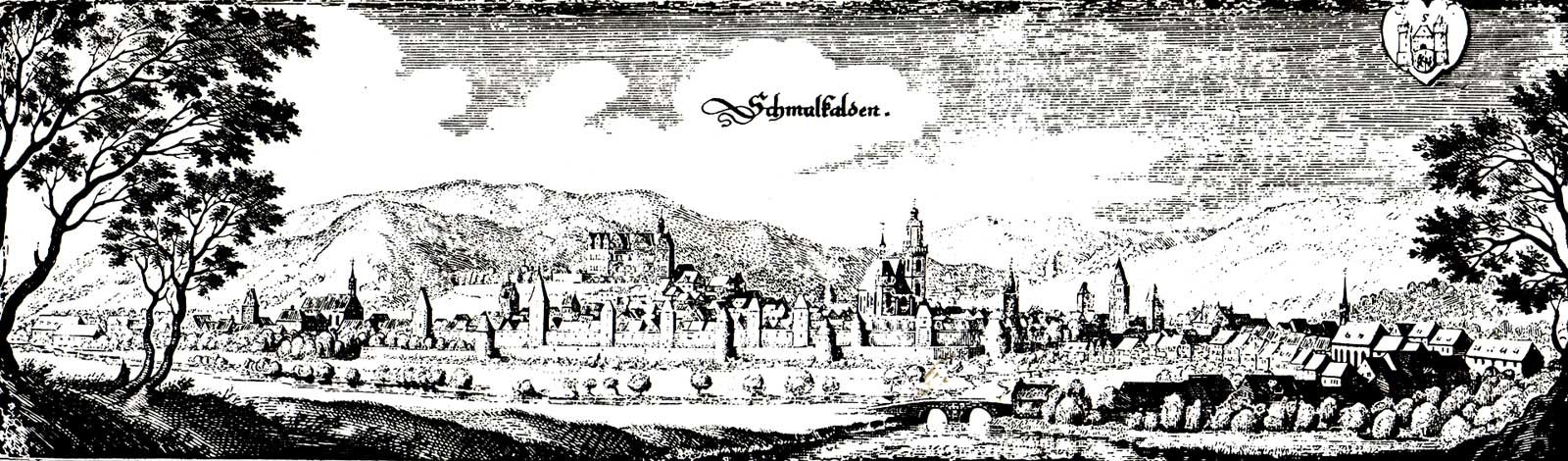
Kupferstich von Schmalkalden, dem Gründungsort des Schmalkaldischen Bundes (1645)

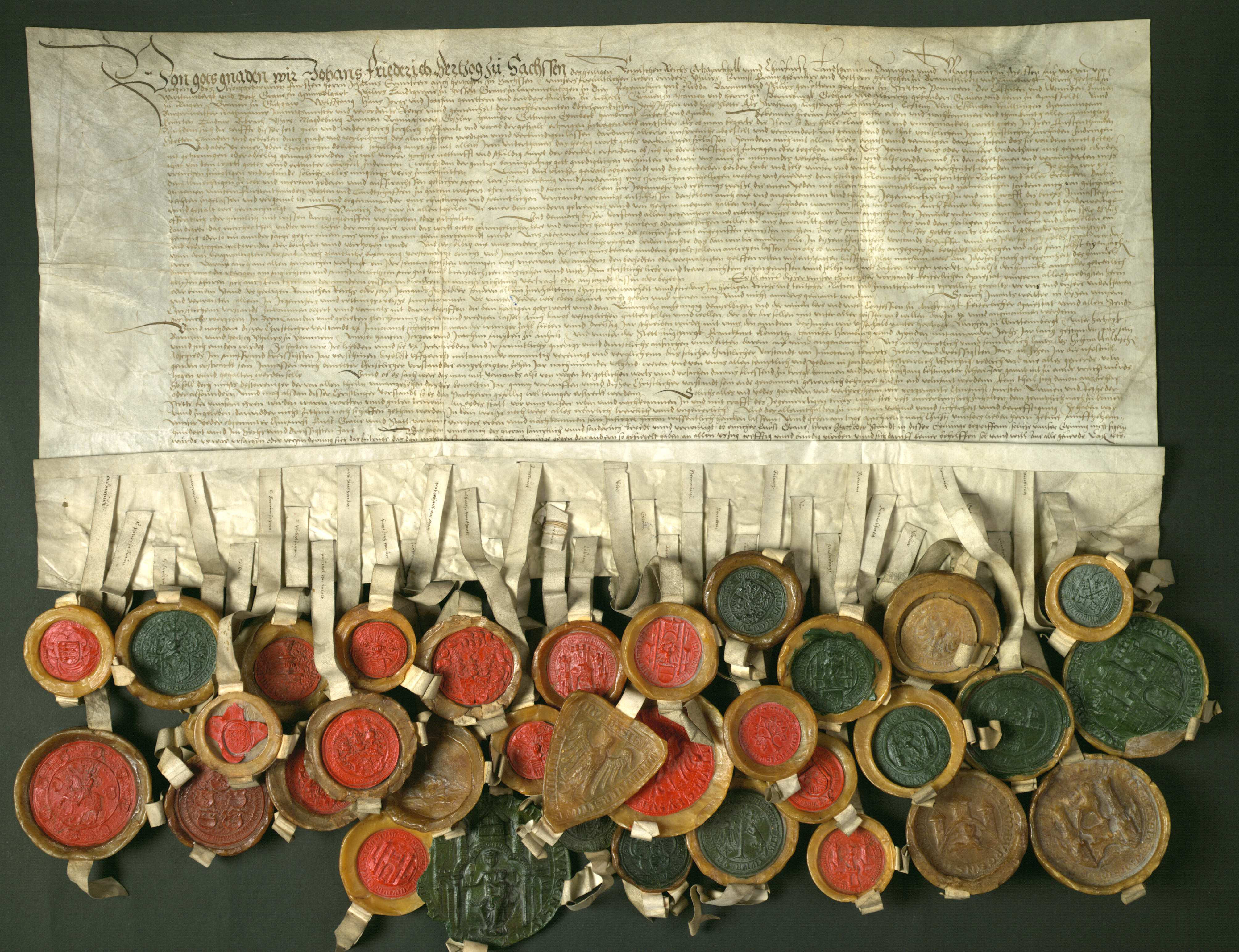
Militärvertrag des Schmalkaldischen Bundes, verlängert 1536 (Staatsarchiv Weimar)

Der Schmalkaldische Bund (auch Schmalkaldische Liga oder Liga von Schmalkalden genannt) war ein am 27. Februar 1531 in Schmalkalden geschlossenes Verteidigungsbündnis protestantischer Fürsten und Städte unter Führung von Kursachsen und Hessen gegen die Religionspolitik des katholischen Kaisers Karl V.
Der Bund konnte in den Jahren nach seiner Gründung seine Macht kontinuierlich ausbauen und erfolgreich weitere Mitglieder anziehen. Ab 1542 kam es jedoch vermehrt zu internen Unstimmigkeiten zwischen den Mitgliedern, die den Schmalkaldischen Bund zunehmend lähmten. Karl V. konnte im Schmalkaldischen Krieg 1546–47 den entscheidenden militärischen Gegenschlag führen und den Bund zerschlagen.
Der katholische Nürnberger Bund diente, neben dem Kaiser, als Gegenstück zu diesem Bund und sollte der zunehmenden Ausbreitung des Protestantismus im Reich entgegenwirken. Jedoch war der katholische Bund nie militärisch aktiv und konnte nur von 1538 bis 1539 bestehen.

## Geschichte

### Vorgeschichte

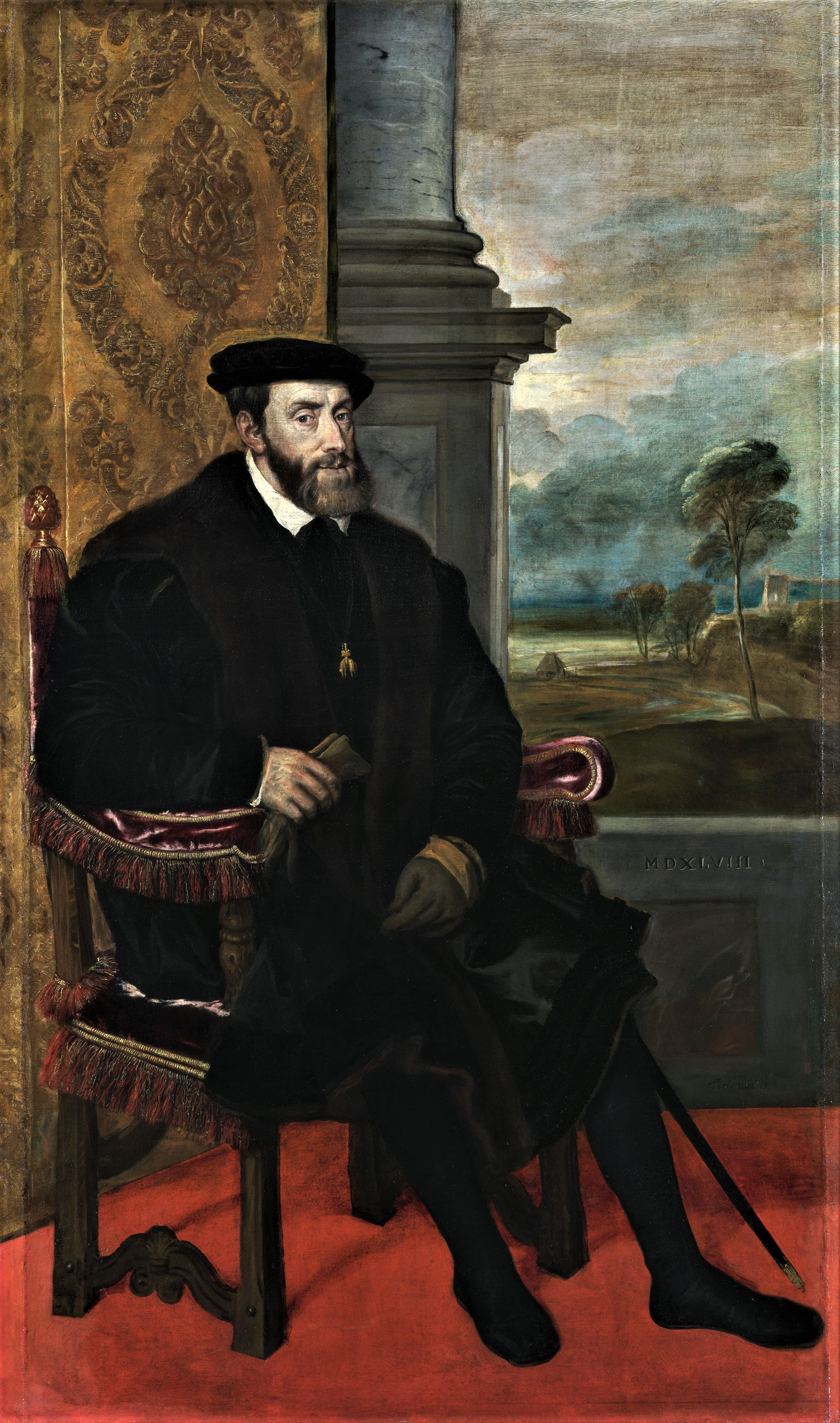
Kaiser Karl V. (Gemälde von Tizian)

Nach der Ablehnung der Confessio Augustana durch Kaiser Karl V. auf dem Augsburger Reichstag von 1530 bestand für die sich nicht dem Kaiser unterwerfenden evangelischen Reichsstände die Gefahr der Reichsexekution wegen Landfriedensbruchs. Bereits im September 1530 hatten sich Stimmen erhoben, die darauf hinwiesen, wie wünschenswert ein Bündnis aller protestantischen Fürsten und Reichsstädte sei.
Da ein solches Bündnis sich in jedem Fall auch gegen den legitimen römischen Kaiser richtete, lebte nun erneut die Diskussion über das Recht zu aktivem Widerstand gegen das Oberhaupt des Reiches auf. Die Bedenken der Theologen und Juristen resultierten aus der Auffassung, dass der Kaiser das Oberhaupt aller weltlichen Herrschaften sei und diese ihm somit unbedingten Gehorsam schuldeten; denn wer sich ihm widersetze, widersetze sich demnach auch Gottes Ordnung.
Aber die auf dem Reichstag entstandene politische Situation drängte auf eine rasche Entscheidung, so dass Luther und andere Bedenkenträger bei Verhandlungen in Torgau Ende Oktober 1530 die Argumente der (vorrangig sächsischen) Juristen akzeptierten. Demnach sei ein Recht zum bewaffneten Widerstand gegeben, falls der Kaiser einen Verfassungsbruch begehe.

### Die Gründung des Bundes

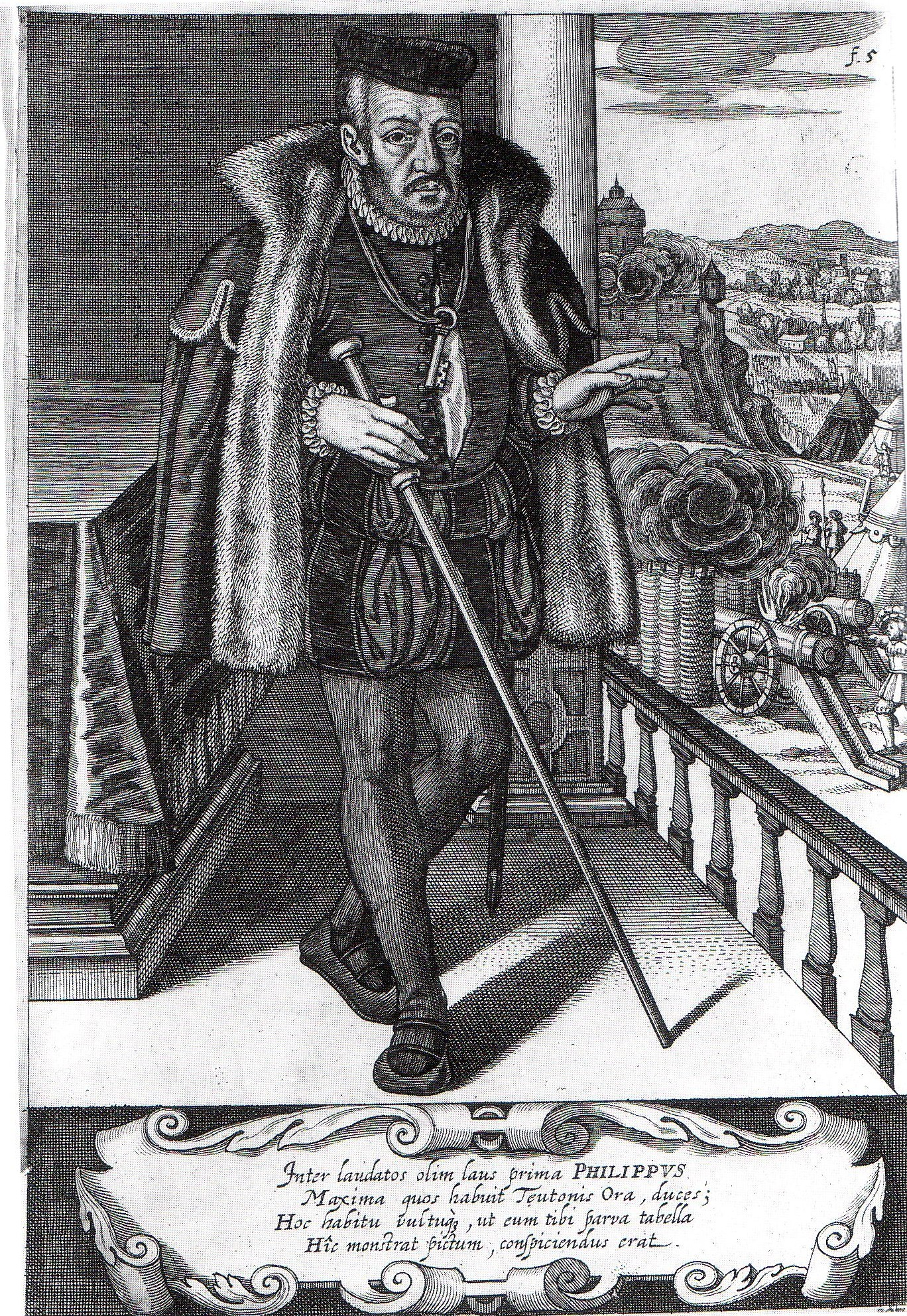
Einer der beiden Hauptmänner des Bundes: Landgraf Philipp I. von Hessen

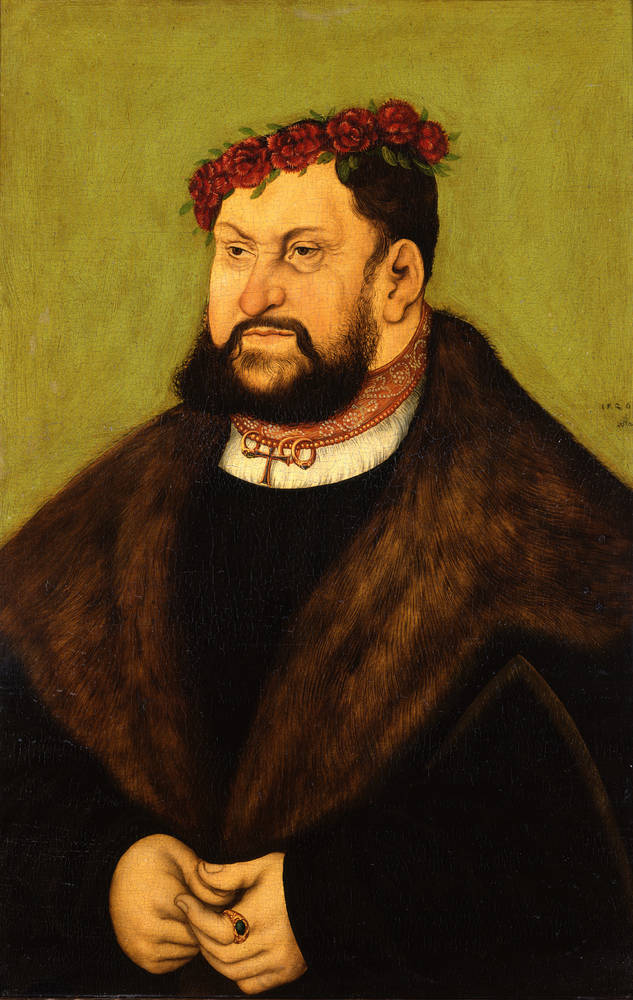
Einer der beiden Hauptmänner des Bundes: Kurfürst Johann von Sachsen

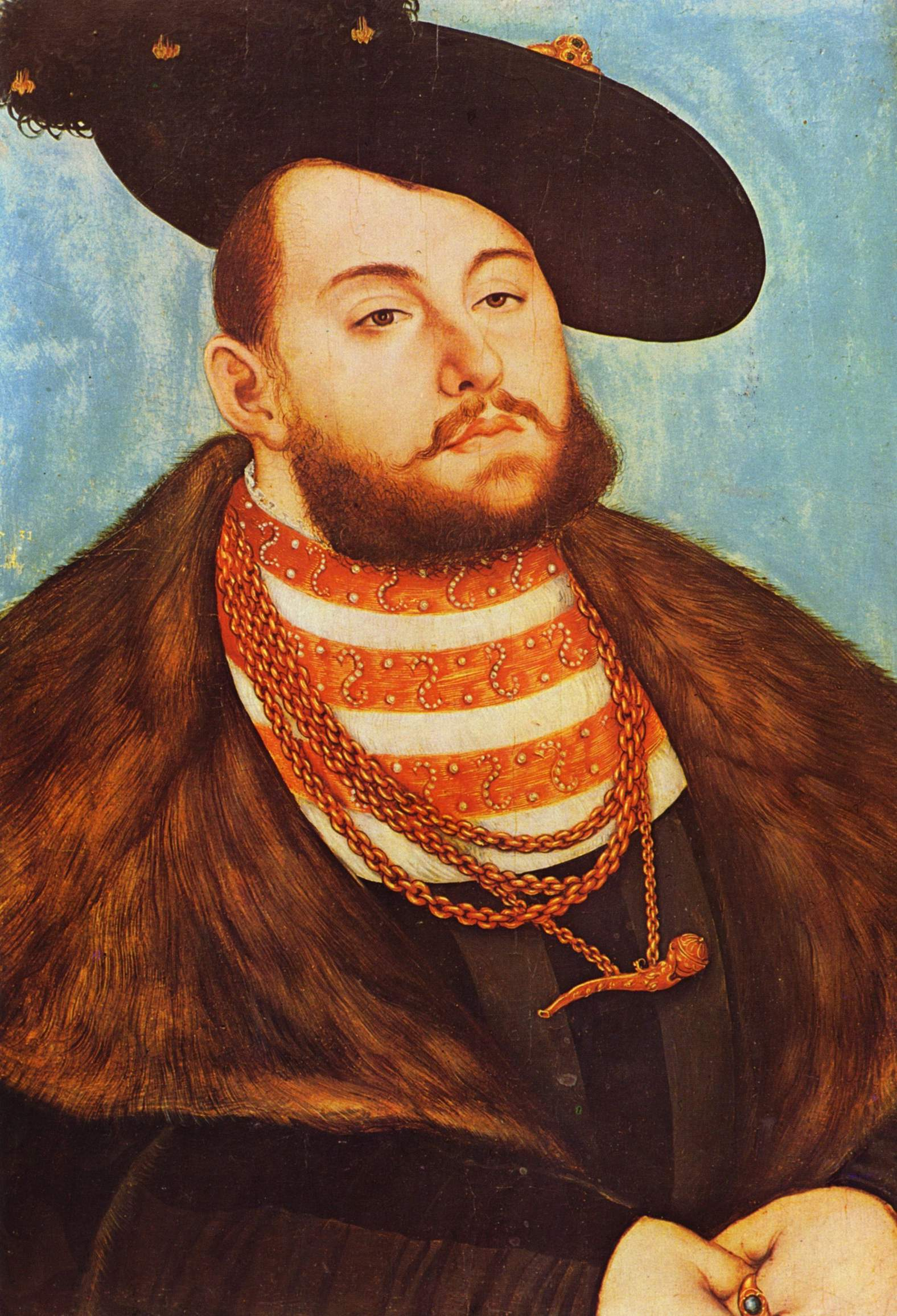
Kurfürst Johann Friedrich von Sachsen, der nach dem Tod seines Vaters 1532 dessen Stellung übernahm

Der sächsische Kurfürst Johann lud für den 22. Dezember 1530 Vertreter protestantischer Städte und Territorien nach Schmalkalden ein, um über die von Karl V. beabsichtigte Wahl seines Bruders Ferdinand zum römischen König und über die drohenden Kammergerichtsprozesse gegen die säkularisierenden Fürsten und Städte zu beraten. Aus diesen Schmalkaldener Beratungen wurden bald Bündnisverhandlungen. Am 31. Dezember sagten die Teilnehmer zu, sich gemeinschaftlich Beistand zu leisten, wenn das Kammergericht gegen einen von ihnen einen Prozess anstrengen werde.
Offiziell wurde der Vertrag am 27. Februar 1531 von Landgraf Philipp I. von Hessen, Kurfürst Johann von Sachsen, Herzog Philipp von Braunschweig-Grubenhagen, Herzog Ernst von Braunschweig-Lüneburg, Fürst Wolfgang von Anhalt-Köthen, dem Grafen von Erbach sowie drei nieder- und acht oberdeutschen Reichsstädten unterzeichnet.
Der so entstandene Schmalkaldische Bund war ein defensiv ausgerichtetes Militärbündnis mit Verpflichtung zu gegenseitiger Hilfe im Falle eines katholischen Angriffs. Dieser Bündnisfall war im Bundesvertrag aber recht unpräzise definiert (Angriffe in „sachen der religion“). Die Bündnisverpflichtungen sollten zunächst für sechs Jahre gelten, wurden aber bereits 1535 um weitere zwölf Jahre verlängert. Die Führung des Bundes lag faktisch bei Hessen und Kursachsen, den beiden bedeutendsten protestantischen Fürstentümern der Zeit.

### Aufstieg zum bedeutenden Machtfaktor
Die in der Folgezeit stattfindende rasche Ausbreitung des Schmalkaldischen Bundes hatte vor allem außenpolitische Gründe. Am 11. Oktober 1531 starb der schweizerische Reformator Ulrich Zwingli im Zweiten Kappelerkrieg. Die bisher sich an seiner Bewegung orientierenden oberdeutschen Reichsstädte verloren so ihren religiösen und politischen Bezugspunkt. Wollten sie sich weiter gegen den Kaiser behaupten, mussten sie früher oder später Anschluss an den Bund suchen.
Des Weiteren konnten der Kaiser und sein königlicher Statthalter Ferdinand weder politisch noch militärisch gegen den Bund vorgehen, da sie die Unterstützung aller Reichsstände im Kampf gegen die Türken benötigten. Diese finanzielle und militärische Hilfe wurde durch den sogenannten Nürnberger Anstand vom 23. Juli 1532 erkauft. Dieser gewährte den verschiedenen Konfessionen zum ersten Mal eine (wenn auch befristete) gegenseitige Rechts- und Friedensgarantie für den gegenwärtigen konfessionellen Besitzstand.
1533 gab sich der Bund die „Verfassung der eilenden Hilfe und Gegenwehr“ und bestimmte den Kurfürsten von Sachsen, Johann Friedrich von Sachsen, und den Landgrafen Philipp von Hessen zu seinen Bundeshauptleuten und Befehlshabern der Bundestruppen.
Einen besonderen Machtzuwachs bedeutete im folgenden Jahr die gewaltsame Wiedereinsetzung des Herzogs Ulrich von Württemberg in seine Herrschaft. Er war 1519 wegen eines Überfalls auf die Reichsstadt Reutlingen vertrieben worden, und das Herzogtum stand seitdem unter habsburgischer Verwaltung. Nach dem mit hessischer Hilfe errungenen Sieg in der Schlacht bei Lauffen und der Rückeroberung des Herzogtums führte Ulrich umgehend die Reformation ein und trat dem Bündnis bei. Seine Rückkehr stärkte die protestantische Position im Südwesten des Reiches erheblich. Gleichzeitig erleichterte eine Annäherung zwischen lutherischen und zwinglischen theologischen Positionen in der Abendmahlslehre vielen reformierten Reichsstädten den Eintritt in den Bund.
Mit der 1535 verabschiedeten „Verfassung zur Gegenwehr“ baute der Bund sein militärisches Potential beträchtlich aus. Aus dem Bündnis der Worte sollte jetzt ein Bündnis der Taten werden, so der sächsische Kurfürst. In den Jahren 1536 bis 1542 funktionierte der Schmalkaldische Bund sehr effizient und befand sich auf dem Höhepunkt seiner Macht. Neben der militärischen Verteidigung formulierte der Bund jetzt auch politische Forderungen wie zum Beispiel die freie Konfessionswahl der Fürsten oder den Aufbau eigener Landeskirchen.
Außerdem wurde der Bund zu einem wichtigen Verhandlungspartner im Reich und auch auf europäischer Ebene. Papst und Kaiser versuchten, in Religionsgesprächen die theologischen Gegensätze zwischen Protestanten und Katholiken zu beseitigen, während andere europäische Mächte, wie zum Beispiel Frankreich, versuchten, den Bund in eine antihabsburgische Allianz einzubinden. Kaiser Karl V. war während dieser Jahre vorrangig in Kriege in Italien verstrickt.

### Die Krise des Bündnisses
Ab den 1540er Jahren wurde es immer schwieriger, die inneren Differenzen des Bundes zu überbrücken. Vor allem stieß der Plan Johann Friedrichs, dem Bund, der sich als reines Defensivbündnis gegründet hatte, eine offensive antihabsburgische Ausrichtung zu geben, zunehmend auf Widerstand. Die kleineren Mitglieder befürchteten, dass dies der Beginn einer dauerhaften Spaltung des Reiches sein könnte.
Auch konnten die Gegensätze der lutherischen und der reformierten Mitglieder – trotz aller theologischer Annäherungen – nie ganz überwunden werden. Der Schmalkaldische Bund verstand sich primär als lutherisches Bündnis, in dem die Reformierten mehr oder weniger geduldet wurden.
Geschwächt wurde das Bündnis auch durch eine skandalträchtige Doppelehe eines ihrer Bundeshauptleute – Philipp von Hessen. Philipp musste, um der Strafe für Bigamie zu entgehen, 1541 Kaiser Karl V. im Regensburger Vertrag versprechen, die Aufnahme Frankreichs, Englands und Kleves in den Schmalkaldischen Bund zu verhindern. Außerdem irritierte er mit seinem Verhalten viele der sittenstrengeren Verbündeten.

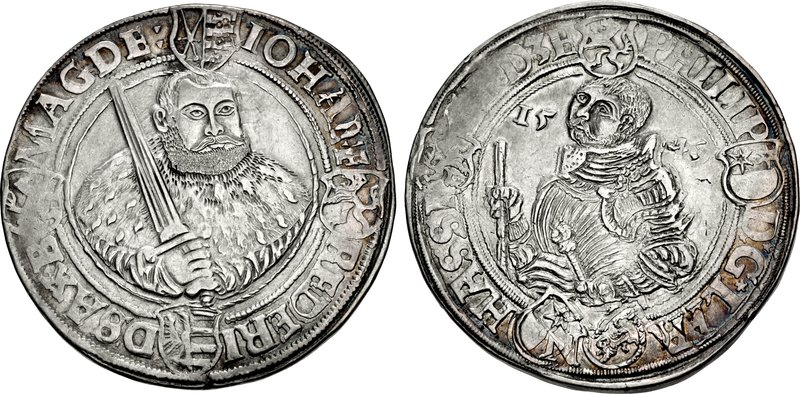
Philipp von Hessen mit Johann Friedrich von Sachsen, Schmalkaldischer Bundestaler 1546. Mit dem Taler feierten die beiden Bundeshäupter den Sieg über den Herzog von Braunschweig.

Eine entscheidende Wende trat ein, als die beiden Hauptleute im Sommer 1542 das militärische Potential des Bundes nutzten, um Herzog Heinrich II. von Braunschweig-Wolfenbüttel aus seinem Land zu vertreiben. Der Herzog war ein treuer Parteigänger des Kaisers und ein entschiedener Gegner der Reformation. Er besaß eines der wenigen katholischen Gebiete in Norddeutschland und war ein aktives Mitglied des 1538 gegründeten katholischen Fürstenbundes, der Liga. Herzog Heinrich II. drohte schon längere Zeit, die beiden Bündnismitglieder Goslar und Braunschweig zu erobern. Der Präventivschlag des Schmalkaldischen Bundes, der zur Vertreibung des Herzogs führte, war aber von den Statuten des Bundes in keiner Weise gedeckt. Viele Mitglieder sprachen deshalb von einem bundeswidrigen Verhalten, da diese Aktion früher oder später eine Reaktion des Kaisers provozieren musste. Ungeachtet dessen propagierten die Führer des Schmalkaldischen Bundes mit ihren in Goslar geprägten Schmalkaldischen Bundestalern den Sieg des Bundes über den Herzog von Braunschweig. Auch der Triumphtaler Stadt Braunschweig wurde auf den erfolgreichen Widerstand gegen den Herzog herausgegeben.
Auch andere Entscheidungen stießen innerhalb des Bundes auf Widerstand. Zum Beispiel unterstützte der Bund den Versuch, Kurköln in ein weltliches protestantisches Herzogtum zu verwandeln. Dies war eine direkte Kampfansage an den Kaiser und an die katholischen Reichsstände, da ein Übertritt Kölns zum Protestantismus das Mehrheitsverhältnis innerhalb des Kurfürstenrats zu Ungunsten der Katholiken verschoben hätte. Vielen Mitgliedern war eine solche Politik der offenen Konfrontation zu riskant.
Ab 1542 war der Schmalkaldische Bund deshalb weitestgehend gelähmt und hörte, obwohl er vorerst weiter fortbestand, als funktionierender Handlungsrahmen faktisch auf zu existieren.

### Die Zerschlagung des Bundes

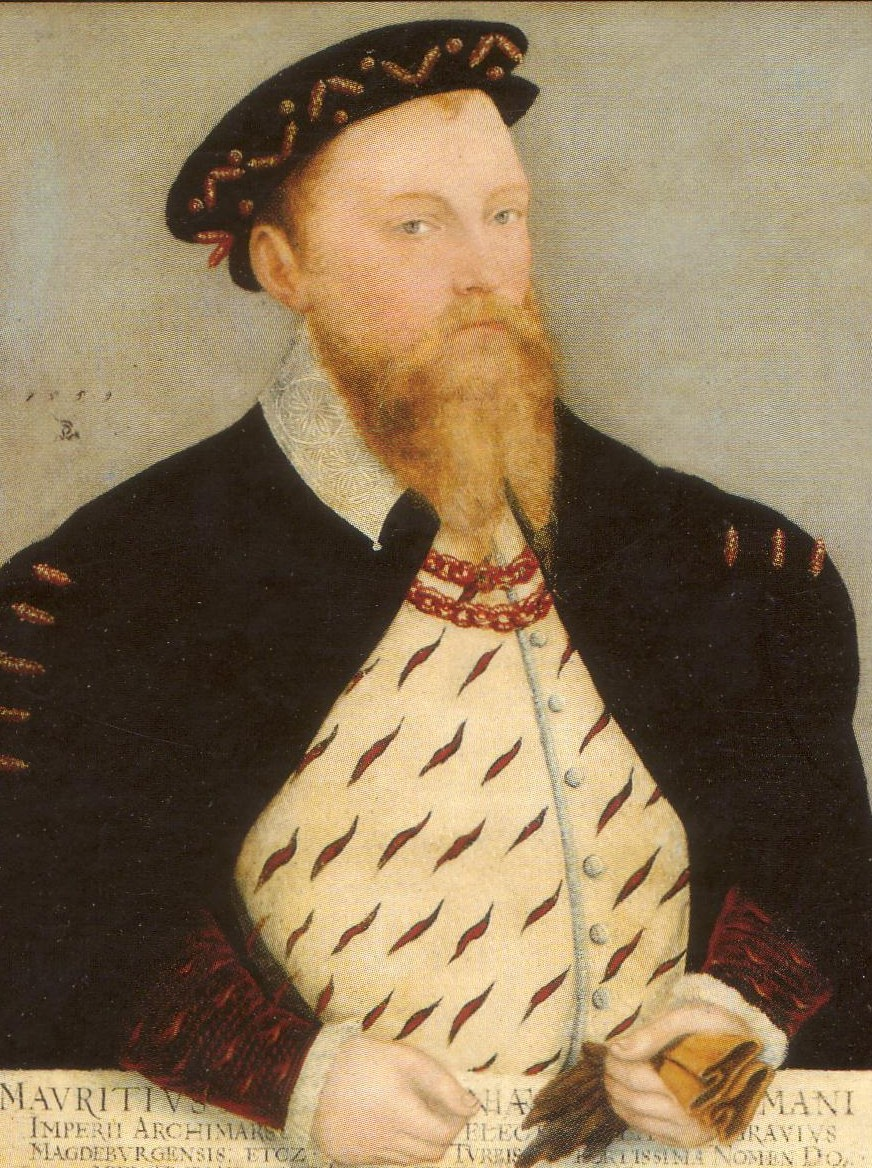
Herzog Moritz von Sachsen

Kaiser Karl V. nach der Schlacht bei Mühlberg

Die Konstellation für eine endgültige Zerschlagung des Schmalkaldischen Bunds war für den Kaiser 1546 günstig: Die Neutralität der ausländischen Mächte schien gesichert. Besonders Frankreich stellte seit dem Frieden von Crépy 1544 vorläufig keine Gefahr dar. In langwierigen Verhandlungen einigten sich in der Folgezeit Kaiser und Papst Paul III. darauf, dass Rom den Krieg gegen den Bund finanzieren würde.
Außerdem war es dem Kaiser gelungen, einen Keil in die Linie der protestantischen Fürsten zu treiben. Herzog Moritz von Sachsen, Oberhaupt der albertinischen Linie der sächsischen Herzöge, lebte in ständiger Feindschaft mit seinem ernestinischen Vetter – Kurfürst Johann Friedrich von Sachsen. Im (am 14. Oktober 1546 abgeschlossenen) Prager Vertrag gelang es Karl V., Moritz mit dem Versprechen der Übertragung der sächsischen Kurwürde auf seine Seite zu ziehen. Auch einige weitere norddeutsche Herren konnte Karl V. mit lukrativen Dienstverträgen für sich gewinnen.
Der formale Grund für die Eröffnung der Kriegshandlungen war die Vollstreckung der Reichsacht an Kursachsen und Hessen. Diese war über die beiden Bundeshauptleute verhängt worden, weil sie die (auch innerhalb des Bundes umstrittene) Eroberung Braunschweig-Wolfenbüttels angeführt hatten. Durch dieses legale Vorgehen hoffte der Kaiser, weitere protestantische Fürsten und Städte zur Nichteinhaltung ihrer Bündnisverpflichtungen bewegen zu können.
Im Laufe des Jahres 1546 eroberten die kaiserlichen Truppen im Bündnis mit Bayern relativ problemlos fast alle protestantischen Gebiete in Süddeutschland. Herzog Moritz überfiel zur gleichen Zeit Kursachsen und sorgte somit dafür, dass sich die sächsischen Truppen aus den Kampfhandlungen im Süden zurückziehen mussten. Ein Jahr später wurden diese in der Schlacht bei Mühlberg endgültig vernichtend geschlagen.
Um seine drohende Hinrichtung abzuwenden und um wenigstens einige Gebiete in Thüringen zu sichern, unterschrieb Johann Friedrich die Wittenberger Kapitulation. Diese übertrug die sächsische Kurwürde an Moritz, die ihm am 4. Juni 1547 verliehen wurde. Außerdem wurden große Teile der ernestinischen Erblande (Wittenberg, Torgau, Eilenburg und Grimma) den Albertinern übertragen.
Landgraf Philipp von Hessen ergab sich in Halle freiwillig dem Kaiser und vollendete so den Sieg Karls V. Beide ehemaligen Bundeshäupter wurden auf Jahre in den Niederlanden gefangen gehalten.
Der Bündnisvertrag war bereits Ende 1546 ausgelaufen. Verhandlungen über eine Verlängerung scheiterten Anfang 1546 zunächst an der Forderung der Mitglieder nach einer finanziellen Entlastung. Durch den Krieg und die Gefangennahme seiner Hauptleute konnten diese Verhandlungen nicht fortgeführt werden. Nach dem Sieg des Kaisers wurden die Verhandlungen endgültig abgebrochen und der Schmalkaldische Bund aufgelöst.

## Struktur des Bundes

Gründungsmitglieder (hell lila) und nach der Gründung beigetretene (lila) Mitglieder des Schmalkaldischen Bundes

Der Schmalkaldische Bund wurde 1531 als ein loses Beistandsbündnis protestantischer Fürsten gegründet. In den Gründungsurkunden verpflichteten sich die Bündnispartner zur gegenseitigen Unterstützung, falls sie wegen ihrer Religion angegriffen würden.
Ab 1535 wandelte sich der Charakter des Bündnisses. Man beschloss, im Falle eines Angriffs ein Heer von 10.000 Soldaten und 2000 Reitern aufzustellen und diese mit 70.000 Gulden monatlich zu versorgen. Als Hauptleute des Bundes und Befehlshaber der Truppen wurden Landgraf Philipp I. von Hessen und Kurfürst Johann Friedrich von Sachsen ernannt, welche sich im halbjährlichen Turnus ablösten. Diese geteilte Führung verhinderte lange Zeit eine Instrumentalisierung des Bündnisses für rein hessische oder rein kursächsische Belange. Die führenden Bündnismitglieder ernannten Kriegsräte, die den Hauptleuten bei der Bewältigung ihrer Aufgaben zur Seite standen.
Laut dem Bundesvertrag sollten je die Hälfte der Kosten von den Städten und von den Fürsten übernommen werden. Durch die stetig wachsende Mitgliederzahl wurden die genauen Zahlungsverpflichtungen der einzelnen Mitglieder mehrmals angepasst und im August 1537 schließlich komplett neu geregelt. Das Aufgebot im Kriegsfall wurde jetzt in zwei Kreise gegliedert: in den sächsischen Kreis, der 50.925 Gulden bereitstellen sollte, und in den oberländischen Kreis, der 53.665 Gulden bereitstellen sollte. Durch die fortgesetzte Werbung neuer Mitglieder mussten auch diese Verpflichtungen mehrfach angepasst werden. Der Kriegsschatz des Bundes betrug anfangs 140.000 Gulden und wuchs bis 1538 auf 430.000 Gulden an.
Im zumeist halbjährlichen Turnus  fanden Versammlungen aller Mitglieder (Bundestage genannt) statt. Auch am Rande von Reichstagen trafen sich die Mitglieder mitunter, um ihr Vorgehen zu koordinieren. In Abstimmungen richtete sich die Gewichtung der Stimmen grob nach dem Anteil, den die einzelnen Bündnispartner bei der Finanzierung des Bündnisses trugen. Die Beschlüsse der Bundestage wurden als Schmalkaldische Bundesabschiede schriftlich niedergelegt.
Philipps Sekretär Sebastian Aitinger war der Geheimschreiber des Bundes. Er nahm an den wichtigsten Reichs- und Bundestagen teil und führte den Großteil der politischen Verhandlungen des Bundes.

### Gründungsmitglieder des Schmalkaldischen Bundes
Die verschiedenen Quellen geben hier zum Teil recht widersprüchliche Angaben. Die Daten hier wurden aus vielen verschiedenen Quellen zusammengetragen, da oft die Liste der Mitglieder nur auszugsweise angegeben wird.
|  | Territorien |  | Reichsstädte                                                     |
|  | --- |  | ---------------------------------------------------------------- |
|  | Landgrafschaft Hessen Kurfürstentum Sachsen Herzogtum Braunschweig-Lüneburg Grafschaft Mansfeld Fürstentum Anhalt-Köthen Herzogtum Braunschweig-Grubenhagen Grafschaft Erbach |  | Straßburg Ulm Konstanz Reutlingen Memmingen Lindau Biberach Isny |
|  | |  |                                                                  |
|  | Niedersächsische Städte |  | Hansestädte                                                      |
|  | Magdeburg |  | Bremen Lübeck (1536 ausgetreten)                                 |

### Nach der Gründung beigetretene Mitglieder des Schmalkaldischen Bundes
|  | Territorien |  | Reichsstädte |
|  | --- |  | --- |
|  | Fürstentum Anhalt-Dessau (1536) Fürstentum Anhalt-Zerbst (1536) Herzogtum Pommern-Stettin (1536) Herzogtum Pommern-Wolgast (1536) Markgrafschaft Brandenburg-Küstrin (1538) Herzogtum Rochlitz (1538) Grafschaft Nassau-Weilburg (August 1537) Grafschaft Schwarzburg (1538) Grafschaft Tecklenburg (1538) Herzogtum Württemberg (1536) Herzogtum Braunschweig-Wolfenbüttel (1542) Herzogtum Sachsen (1537 bis 1541) |  | Esslingen (1531/32) Nordhausen (1532) Frankfurt (1536) Augsburg (1536) Kempten (1536) Heilbronn (Juli 1538) Schwäbisch Hall (1538) Dinkelsbühl (1546) Bopfingen (September 1546) Ravensburg (1546) |
|  | |  | |
|  | Niedersächsische Städte |  | Hansestädte |
|  | Einbeck (1531/32) Goslar (1531/32) Braunschweig (1531/32) Hannover (1536) Göttingen (Mai 1531) Hildesheim (Januar 1543) Osnabrück (1544) |  | Hamburg (1536) Minden (August 1536) |

## Bedeutung
Ähnliche protestantische Bündnisse, um die Durchsetzung des Wormser Edikts zu verhindern, hatte es bereits vor 1530 gegeben (zum Beispiel den Torgauer Bund oder die Protestation zu Speyer). Neu war die militärische Komponente, die auf eine gezielte militärische Abschreckung setzte.
Infolge einer außen- und innenpolitisch günstigen Konstellation konnte der Bund zur zentralen Plattform des politischen Protestantismus im Reich anwachsen. Obwohl nie alle protestantischen Gebiete dem Bündnis beitraten, war der Bund von 1536 bis 1542 doch ein entscheidender Machtfaktor im Reich, mit dem Kaiser, Papst, deutsche und europäische Mächte in Verhandlung traten.
Die relativ mühelose Beseitigung des Schmalkaldischen Bundes 1546/47 gelang zum einen, weil Karl V. sehr geschickt taktierte und in der Lage war, wichtige Verbündete zu gewinnen. Zum anderen war der Bund seit den 1540er Jahren einer fortschreitenden Entfremdung seiner Mitglieder voneinander ausgesetzt.
Selbst die vernichtende Niederlage im Schmalkaldischen Krieg bedeutete nicht das Ende des Protestantismus im Reich. Zu tief war er bereits im Norden, Osten und den südlichen Reichsstädten verankert. Die Einsicht, dass der Protestantismus weder politisch noch militärisch vernichtet werden konnte, führte letztlich zum Augsburger Religionsfrieden und damit zum Ende der mittelalterlichen Reichsidee.